# Aprenentatge de nuclis múltiples
L'aprenentatge de nuclis múltiples es refereix a un conjunt de mètodes d'aprenentatge automàtic que utilitzen un conjunt predefinit de nuclis i aprenen una combinació lineal o no lineal òptima de nuclis com a part de l'algoritme. Les raons per utilitzar l'aprenentatge de nuclis múltiples inclouen a) la capacitat de seleccionar un nucli i paràmetres òptims d'un conjunt més gran de nuclis, reduint el biaix degut a la selecció del nucli alhora que permet mètodes d'aprenentatge automàtic més automatitzats, i b) combinar dades de diferents fonts (per exemple, so i imatges d'un vídeo) que tenen diferents nocions de similitud i, per tant, requereixen nuclis diferents. En lloc de crear un nucli nou, es poden utilitzar diversos algoritmes de nucli per combinar nuclis ja establerts per a cada font de dades individual.
S'han utilitzat múltiples enfocaments d'aprenentatge del nucli en moltes aplicacions, com ara el reconeixement d'esdeveniments en vídeo, el reconeixement d'objectes en imatges, i la fusió de dades biomèdiques.

## Algorismes
S'han desenvolupat múltiples algorismes d'aprenentatge del nucli per a l'aprenentatge supervisat, semisupervisat i no supervisat. La major part del treball s'ha fet en el cas de l'aprenentatge supervisat amb combinacions lineals de nuclis, però s'han desenvolupat molts algoritmes. La idea bàsica darrere dels algoritmes d'aprenentatge de nuclis múltiples és afegir un paràmetre addicional al problema de minimització de l'algoritme d'aprenentatge. Com a exemple, considerem el cas de l'aprenentatge supervisat d'una combinació lineal d'un conjunt de {\displaystyle n} grans {\displaystyle K}. Introduïm un nou nucli {\displaystyle K'=\sum _{i=1}^{n}\beta _{i}K_{i}}, on {\displaystyle \beta } és un vector de coeficients per a cada nucli. Com que els nuclis són additius (a causa de les propietats de la reproducció dels espais de Hilbert del nucli), aquesta nova funció continua sent un nucli. Per a un conjunt de dades {\displaystyle X} amb etiquetes {\displaystyle Y}, el problema de minimització es pot escriure com
{\displaystyle \min _{\beta ,c}\mathrm {E} (Y,K'c)+R(K,c)}
on {\displaystyle \mathrm {E} } és una funció d'error i {\displaystyle R} és un terme de regularització. {\displaystyle \mathrm {E} } és típicament la funció de pèrdua quadrada (regularització de Tikhonov) o la funció de pèrdua de xarnera (per a algoritmes SVM), i {\displaystyle R} sol ser un {\displaystyle \ell _{n}} norma o alguna combinació de les normes (és a dir, regularització de la xarxa elàstica). Aquest problema d'optimització es pot resoldre mitjançant mètodes d'optimització estàndard. També s'han desenvolupat adaptacions de tècniques existents, com ara l'optimització mínima seqüencial, per a diversos mètodes basats en SVM del nucli.

### Aprenentatge supervisat
Per a l'aprenentatge supervisat, hi ha molts altres algoritmes que utilitzen mètodes diferents per aprendre la forma del nucli. La següent categorització ha estat proposada per Gonen i Alpaydın (2011)

#### Enfocaments amb regles fixes
Els enfocaments de regles fixes, com ara l'algoritme de combinació lineal descrit anteriorment, utilitzen regles per establir la combinació dels nuclis. Aquests no requereixen parametrització i utilitzen regles com la suma i la multiplicació per combinar els nuclis. La ponderació s'aprèn a l'algoritme. Altres exemples de regles fixes inclouen els nuclis per parells, que són de la forma
{\displaystyle k((x_{1i},x_{1j}),(x_{2i},x_{2j}))=k(x_{1i},x_{2i})k(x_{1j},x_{2j})+k(x_{1i},x_{2j})k(x_{1j},x_{2i})}
Aquests enfocaments per parells s'han utilitzat per predir interaccions proteïna-proteïna.

#### Enfocaments heurístics
Aquests algoritmes utilitzen una funció de combinació parametritzada. Els paràmetres generalment es defineixen per a cada nucli individual basant-se en el rendiment d'un sol nucli o en algun càlcul de la matriu del nucli. Exemples d'aquests inclouen el nucli de Tenabe et al. (2008).  Lloguer {\displaystyle \pi _{m}} sigui la precisió obtinguda utilitzant només {\displaystyle K_{m}}, i deixant {\displaystyle \delta } sigui un llindar inferior al mínim de les precisions d'un sol nucli, podem definir
{\displaystyle \beta _{m}={\frac {\pi _{m}-\delta }{\sum _{h=1}^{n}(\pi _{h}-\delta )}}}
Altres enfocaments utilitzen una definició de similitud del nucli, com ara
{\displaystyle A(K_{1},K_{2})={\frac {\langle K_{1},K_{2}\rangle }{\sqrt {\langle K_{1},K_{1}\rangle \langle K_{2},K_{2}\rangle }}}}
Utilitzant aquesta mesura, Qui i Lane (2009)  van utilitzar la següent heurística per definir
{\displaystyle \beta _{m}={\frac {A(K_{m},YY^{T})}{\sum _{h=1}^{n}A(K_{h},YY^{T})}}}

### Enfocaments d'optimització
Aquests enfocaments resolen un problema d'optimització per determinar els paràmetres de la funció de combinació del nucli. Això s'ha fet amb mesures de similitud i enfocaments de minimització de riscos estructurals. Per a mesures de similitud com la definida anteriorment, el problema es pot formular de la següent manera:
{\displaystyle \max _{\beta ,\operatorname {tr} (K'_{tra})=1,K'\geq 0}A(K'_{tra},YY^{T}).}
on {\displaystyle K'_{tra}} és el nucli del conjunt d'entrenament.
Els enfocaments de minimització de riscos estructurals que s'han utilitzat inclouen enfocaments lineals, com el que utilitzen Lanckriet et al. (2002).  Podem definir la implausibilitat d'un nucli {\displaystyle \omega (K)} com el valor de la funció objectiu després de resoldre un problema canònic de SVM. Aleshores podem resoldre el següent problema de minimització:
{\displaystyle \min _{\operatorname {tr} (K'_{tra})=c}\omega (K'_{tra})}
on {\displaystyle c} és una constant positiva. Existeixen moltes altres variacions de la mateixa idea, amb diferents mètodes per refinar i resoldre el problema, per exemple, amb pesos no negatius per a nuclis individuals i utilitzant combinacions no lineals de nuclis.

#### Enfocaments bayesians
Els enfocaments bayesians posen valors a priori als paràmetres del nucli i aprenen els valors dels paràmetres a partir dels valors a priori i de l'algoritme base. Per exemple, la funció de decisió es pot escriure com
{\displaystyle f(x)=\sum _{i=0}^{n}\alpha _{i}\sum _{m=1}^{p}\eta _{m}K_{m}(x_{i}^{m},x^{m})}
{\displaystyle \eta } es pot modelar amb una equació a priori de Dirichlet i {\displaystyle \alpha } es pot modelar amb una gaussiana de mitjana zero i una variança gamma inversa a priori. Aquest model s'optimitza mitjançant un enfocament probit multinomial personalitzat amb un mostrejador de Gibbs.
Aquests mètodes s'han utilitzat amb èxit en aplicacions com el reconeixement de plegaments de proteïnes i problemes d'homologia de proteïnes

#### Enfocaments de boost
Els enfocaments de boost afegeixen nous nuclis iterativament fins que s'assoleix un criteri d'aturada que és funció del rendiment. Un exemple d'això és el model MARK desenvolupat per Bennett et al. (2002)
{\displaystyle f(x)=\sum _{i=1}^{N}\sum _{m=1}^{P}\alpha _{i}^{m}K_{m}(x_{i}^{m},x^{m})+b}
Els paràmetres {\displaystyle \alpha _{i}^{m}} i {\displaystyle b} s'aprenen per descens de gradient sobre una base de coordenades. D'aquesta manera, cada iteració de l'algoritme de descens identifica la millor columna del nucli per triar a cada iteració en particular i l'afegeix al nucli combinat. El model es torna a executar per generar els pesos òptims {\displaystyle \alpha _{i}} i {\displaystyle b}.

### Aprenentatge semisupervisat
Els enfocaments d'aprenentatge semisupervisat per a l'aprenentatge de nuclis múltiples són similars a altres extensions dels enfocaments d'aprenentatge supervisat. S'ha desenvolupat un procediment inductiu que utilitza una pèrdua empírica de log-verosimilitud i una regularització LASSO de grup amb consens d'expectativa condicional sobre dades sense etiquetar per a la categorització d'imatges. Podem definir el problema de la següent manera. Deixa {\displaystyle L={(x_{i},y_{i})}} siguin les dades etiquetades, i sigui {\displaystyle U={x_{i}}} sigui el conjunt de dades sense etiquetar. Aleshores, podem escriure la funció de decisió de la següent manera.
{\displaystyle f(x)=\alpha _{0}+\sum _{i=1}^{|L|}\alpha _{i}K_{i}(x)}
El problema es pot escriure com
{\displaystyle \min _{f}L(f)+\lambda R(f)+\gamma \Theta (f)}
on {\displaystyle L} és la funció de pèrdua (logaritme de probabilitat negativa ponderada en aquest cas), {\displaystyle R} és el paràmetre de regularització (Group LASSO en aquest cas), i {\displaystyle \Theta } és la penalització per consens d'expectativa condicional (CEC) sobre dades no etiquetades. La penalització del CEC es defineix de la següent manera. Sigui la densitat marginal del nucli per a totes les dades
{\displaystyle g_{m}^{\pi }(x)=\langle \phi _{m}^{\pi },\psi _{m}(x)\rangle }
on {\displaystyle \psi _{m}(x)=[K_{m}(x_{1},x),\ldots ,K_{m}(x_{L},x)]^{T}} (la distància del nucli entre les dades etiquetades i totes les dades etiquetades i sense etiquetar) i {\displaystyle \phi _{m}^{\pi }} és un vector aleatori no negatiu amb una norma 2 d'1. El valor de {\displaystyle \Pi } és el nombre de vegades que es projecta cada nucli. A continuació, es realitza una regularització de l'expectativa sobre el MKD, donant com a resultat una expectativa de referència. {\displaystyle q_{m}^{pi}(y|g_{m}^{\pi }(x))} i l'expectativa del model {\displaystyle p_{m}^{\pi }(f(x)|g_{m}^{\pi }(x))}. Aleshores, definim
{\displaystyle \Theta ={\frac {1}{\Pi }}\sum _{\pi =1}^{\Pi }\sum _{m=1}^{M}D(q_{m}^{pi}(y|g_{m}^{\pi }(x))||p_{m}^{\pi }(f(x)|g_{m}^{\pi }(x)))}
on {\displaystyle D(Q||P)=\sum _{i}Q(i)\ln {\frac {Q(i)}{P(i)}}} és la divergència de Kullback-Leibler. El problema de minimització combinat s'optimitza mitjançant un algorisme de descens de gradient de bloc modificat. Per a més informació, vegeu Wang et al.

### Aprenentatge no supervisat
Zhuang et al. també han proposat algoritmes d'aprenentatge de nuclis múltiples no supervisats. El problema es defineix de la següent manera. Deixa {\displaystyle U={x_{i}}} ser un conjunt de dades sense etiquetar. La definició del nucli és el nucli combinat lineal {\displaystyle K'=\sum _{i=1}^{M}\beta _{i}K_{m}}. En aquest problema, les dades s'han d'"agrupar" en grups basats en les distàncies del nucli. Deixa {\displaystyle B_{i}} ser un grup o clúster dels quals {\displaystyle x_{i}} és membre. Definim la funció de pèrdues com {\displaystyle \sum _{i=1}^{n}\left\Vert x_{i}-\sum _{x_{j}\in B_{i}}K(x_{i},x_{j})x_{j}\right\Vert ^{2}}. A més, minimitzem la distorsió minimitzant {\displaystyle \sum _{i=1}^{n}\sum _{x_{j}\in B_{i}}K(x_{i},x_{j})\left\Vert x_{i}-x_{j}\right\Vert ^{2}}. Finalment, afegim un terme de regularització per evitar el sobreajustament. Combinant aquests termes, podem escriure el problema de minimització de la següent manera.
{\displaystyle \min _{\beta ,B}\sum _{i=1}^{n}\left\Vert x_{i}-\sum _{x_{j}\in B_{i}}K(x_{i},x_{j})x_{j}\right\Vert ^{2}+\gamma _{1}\sum _{i=1}^{n}\sum _{x_{j}\in B_{i}}K(x_{i},x_{j})\left\Vert x_{i}-x_{j}\right\Vert ^{2}+\gamma _{2}\sum _{i}|B_{i}|}
Una formulació d'això es defineix de la següent manera: sigui {\displaystyle D\in {0,1}^{n\times n}} una matriu tal que {\displaystyle D_{ij}=1} vol dir que {\displaystyle x_{i}} i {\displaystyle x_{j}} són veïns. Aleshores, {\displaystyle B_{i}={x_{j}:D_{ij}=1}}. Tingueu en compte que aquests grups també s'han d'aprendre. Zhuang et al. resolen aquest problema mitjançant un mètode de minimització alternant per a {\displaystyle K} i els grups {\displaystyle B_{i}}. Per a més informació, vegeu Zhuang et al.